# Панчево (град)
Вижте пояснителната страница за други значения на Панчево.
Панчево (на сръбски: Панчево или Pančevo; на унгарски: Pancsova; на немски: Pantschowa; на румънски: Panciova; на словашки: Pánčevo) е град във Войводина, Република Сърбия, разположен само на 15 километра североизточно от столицата Белград. През 2002 общината има 126 069 жители население. Панчево е административен център на Южнобанатския окръг и на едноименната община. Град Панчево е най-голямото речно пристанище на река Тимиш.

## География
Град Панчево е разположен на 2 км от левия бряг на Дунава (км 1154 от влива на реката в Черно море), на дунавския приток Тимиш.
Разположен е на обширна плодородна дунавска тераса в Южен Банат. Той е втори по големина след Зренянин в Банат и четвърти във Войводина.

## История
Панчево е старо селище. В миналото градът се е наричал Панука, Панча, Бансив. През VIII век се споменава като крепост, търговски център и кръстопът. Описание на крепостта прави турският пътешественик Евлия Челеби.
През 1437 г. се споменава военната крепост Каструм Торнисте, завладяна през 1551 г. от османците.
В пределите на Свещената римска империя градът е от началото на XVIII век. През 1717 г., съгласно Свищовския мир, тя е отстъпена на австрийците. Градът се развива като фабричен център още през 1722 г., когато се открива фабрика за бира, след това за копринени платове, растителни масла и мелница. В откритата тук първа печатница в Банат се издава седмичния вестник „Панчевац“.

## Икономика
В Панчево е построен най-големият на Балканите комбинат за изкуствени азотни торове и най-големия в бивша Югославия завод за плоско стъкло от 1930 г. Има още нефторафинерия, завод за пътнически и спортни самолети „Утва“, за автомобилни гуми, пластмасови изделия, електрически крушки „Тесла“ и други – общо 19 индустриални предприятия.

## Транспорт
При Панчево Дунав е широк 2 км. На това удобно място е построено голямо пристанище. Зимовището „Иваново“ побира 200 кораба.

## Културни забележителности
В околностите на Панчево се намира старият манастир Войловица, изграден според предание с дарение на деспот Стефан Лазаревич. Успенската църква е с изящен олтар с дърворезба, творба на Константин Данил, а иконостасът на Преображенската църква е изработен от Урош Предич.
На 20 км от Панчево се намира село Уздин, жителите, на което са прочути майстори на румънски народни песни.
Ежегодно в Панчево се провежда фестивалът „Панчевски вечери“ и кинолюбителски фестивал с тематика посветена на живота на село.

## Побратимени градове[1]
- Бяла Слатина
- Булон Биянкур
- Неаполи
- Ставруполи
- Приедор
- Куманово
- Решица
- Заанстад
- Тарагона
- Воскресенск
- Бонхад